# Aicelle Santos
Aicelle Santos, född 24 februari 1985 i Manila, är en filippinsk sångerska. 
Hon släppte sitt debutalbum Make Me Believe den 1 oktober 2007. Hennes mest framgångsrika låt är debutsingeln "Ikaw Pa Rin".

## Diskografi

### Album
- 2007 – Make Me Believe

### Singlar
- 2007 – "Ikaw Pa Rin"
- 2007 – "Make Me Believe"